# Vena jugular interna
La vena jugular interna (o, senzillament, jugular interna) és una vena jugular aparellada que recull la sang de l'encèfal (des del si sigmoide) i de les parts superficials de la cara i el coll. Aquesta vena corre a la beina carotídia amb l'artèria caròtida comuna i el nervi vague.
Comença al compartiment posterior del forat jugular, a la base del neurocrani. És una mica dilatada en el seu origen, que s'anomena bulb superior.
Aquesta vena també té un tronc comú on drena la branca anterior de la vena retromandibular, la vena facial i la vena lingual.
Corre pel costat del coll en direcció vertical, en l'extrem lateral de l'artèria caròtida interna, i després lateral de l'artèria caròtida comuna, i a l'arrel del coll s'uneix amb la vena subclàvia per formar la vena braquiocefàlica (vena innominada); una mica per sobre de la seva terminació hi ha una segona dilatació, el bulb inferior.
A sobre, es troba sobre el múscul recte lateral del cap, darrere de l'artèria caròtida interna i els nervis que passen pel forat jugular. Més avall, la vena i l'artèria es troben sobre el mateix pla, passant cap endavant els nervis glossofaríngis i hipoglossos. El nervi vague descendeix entre i per darrere de la vena i l'artèria en la mateixa beina carotídia i l'accessori corre obliquament cap enrere, superficial o profund fins a la vena.
A l'arrel del coll, la vena jugular interna dreta es troba a poca distància de l'artèria caròtida comuna i travessa la primera part de l'artèria subclàvia, mentre que la vena jugular interna esquerra sol superposar-se a l'artèria caròtida comuna.
La vena esquerra és generalment més petita que la dreta, i cadascuna conté un parell de vàlvules, que existeixen a uns 2,5 cm per sobre de la terminació del vas.

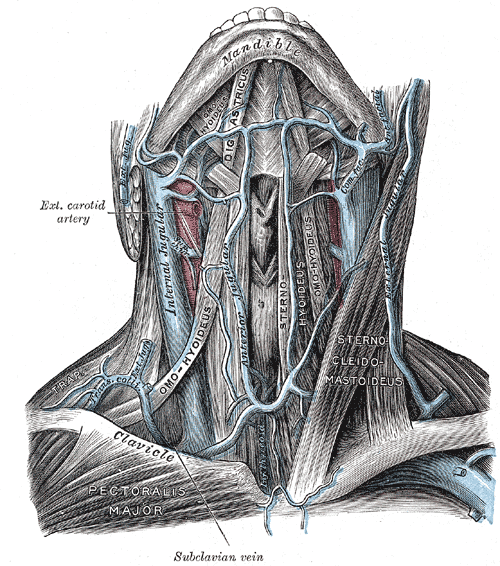
La jugular interna dreta (esquerra a la imatge) etiquetada.